# 邁阿密大學 (佛羅里達州)
邁阿密大學（英語：University of Miami，簡稱 UM）是美国佛罗里达州科勒尔盖布尔斯的一所私立研究型大學。截至2024年，該大學共有19,852名學生，分佈在2所專業學院和10個學院，涵蓋350多個學術專業和項目，其中包括位於邁阿密的米勒醫學院、位於主校區的法學院、位於弗吉尼亞礁島的羅森斯蒂爾海洋、大氣與地球科學學院，以及位於邁阿密戴德縣南部的其他研究機構。
邁阿密大學提供 151 個本科、149 個碩士和 68 個博士學位課程。 截至 2024 年，邁阿密大學擁有超過 20,000 名教職員工，是邁阿密-戴德縣第二大雇主。 該大學位於科勒尔盖布尔斯的主校區佔地 240 英畝（0.97 平方公里），擁有超過 5,700,000 平方英尺（530,000 平方公尺）的建築面積，位於邁阿密市中心西南 7 英里（11 公里）處，邁阿密市中心是美國第九大、世界第 65 大都會區的中心。它是全美第 69 大研究型大學，2024 年年度研究支出為 4.92 億美元。
截至2024年，邁阿密大學擁有來自全美50個州和174個國家的235,013名校友。 邁阿密大學的教職員中不乏幾乎所有學科領域的傑出學者，其中包括四位諾貝爾獎得主。該大學被卡內基教學促進基金會歸類為最高的 R1:第一級研究型大學，並且是美國大學協會的成員。
邁阿密大學的運動隊統稱為邁阿密颶風隊，參加NCAA第一級比賽。 自 1983 年以來，其美式足球已贏得五次全國冠軍，自 1982 年以來，其棒球隊已贏得四次全國冠軍。邁阿密大學是大西洋沿岸聯盟會員之一。

## 校区

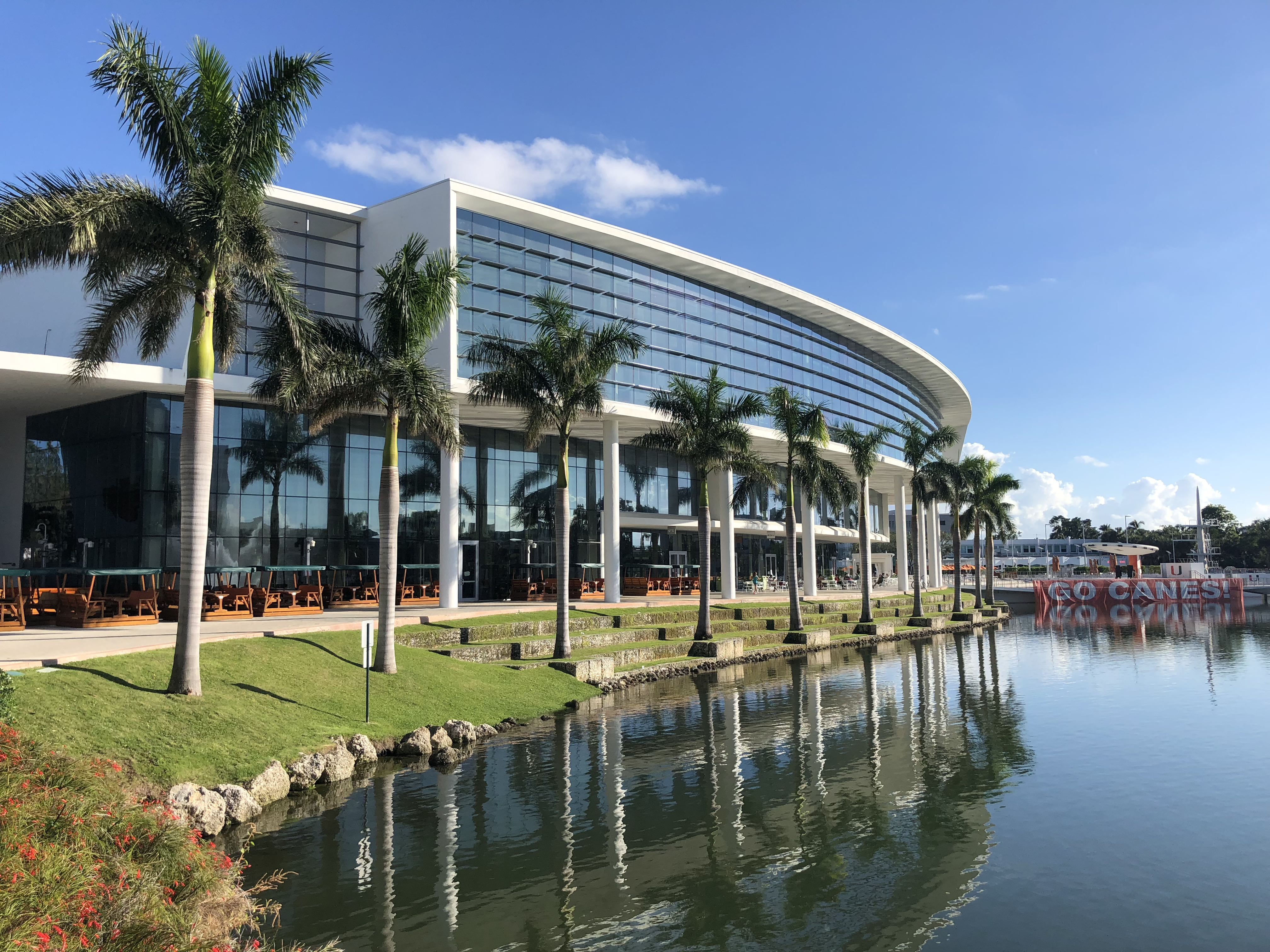
大学学生中心

邁阿密大學主校區佔地 240 英畝（0.97 平方公里），位於科勒爾蓋布爾斯，距離邁阿密市中心西南 7 英里（11 公里）。該大學的大部分學術課程都設在其科勒爾蓋布爾斯主校區，該校區設有八所學院和兩所專業學院，包括弗羅斯特音樂學院、赫伯特商學院和邁阿密大學法學院。校園建築面積超過 5,900,000 平方英尺（550,000 平方米），價值超過 6.57 億美元。 奧西奧拉湖是一座人工淡水湖，建於 20 世紀 40 年代末，位於校園中心。

## 学术
在2023年版的「美國最佳大學」報告中，《美國新聞與世界報道》將邁阿密大學列為全美第67名。 同樣在2023年，《美國新聞與世界報道》將米勒醫學院列為全美第44名的醫學院。在2023年版的「最佳法學院」報告中，《美國新聞與世界報道》將邁阿密大學法學院列為全美第71名。
2022年，世界大學學術排名將邁阿密大學海洋學專業列為全球第9位，工商管理專業列為全球第25位。
2018 年，《美國新聞與世界報道》將邁阿密大學物理治療系評為全美第 10 位最佳物理治療計畫，並將其心理學臨床訓練計畫評為全美第 25 位最佳心理學計畫。

## 運動
邁阿密大學的運動隊伍是邁阿密颶風隊，被廣泛稱為「颶風隊」或「U隊」。颶風隊是美國大學體育協會（NCAA）第一級（NCAA Division I）的成員，該賽區是美國大學體育協會（NCAA）認可的最高級別體育賽事，主要參加大西洋沿岸聯盟（ACC）的比賽。  在2004年加入ACC之前，邁阿密大學曾參加大東聯盟（Big East Conference）。颶風隊擁有七支NCAA男子運動隊（棒球、籃球、越野、跳水、足球、網球和田徑）和十支女子運動隊伍（籃球、越野、跳水、高爾夫、划船、足球、游泳、網球、田徑和排球）。

## 交通
迈阿密大学旁设有University地铁站，有橙线和绿线的列车服务，从迈阿密大学旁的University站坐地铁到迈阿密市中心仅需12分钟，到迈阿密国际机场耗时约半小时（搭乘橙线）。